# Carlos Robles Piquer
Carlos Robles Piquer   (Madrid, 13 d'octubre de 1925 - Madrid, 8 de febrer de 2018) va ser un polític i diplomàtic espanyol.
Doctor en dret i llicenciat en filosofia i lletres, i en ciències polítiques i econòmiques, es va incorporar a la carrera diplomàtica. La seva trajectòria en aquest terreny ha inclòs els càrrecs d'ambaixador a Líbia i Itàlia, cònsol a Nador i secretari d'ambaixada a Bogotà.
La seva carrera política en l'administració espanyola, es va desenvolupar tant en els últims anys del franquisme com durant els primers de la Transició. Entre 1962 i 1967 va ser Director General d'Informació i entre 1967 i 1969 de Cultura Popular i Espectacles. Després de la mort de Franco, va ser Ministre d'Educació i Ciència (1975-1976), en el govern de Carlos Arias Navarro.
Ja amb Adolfo Suárez al capdavant de l'Executiu, va ocupar els càrrecs de Secretari d'Estat d'Afers exteriors (1979-1981), Director General de Radiotelevisión Española (1981-1982) i president de l'Institut de Cooperació Iberoamericana (1982).
Casat amb Elisa Fraga Iribarne, germana de Manuel Fraga, dirigent d'Aliança Popular, en aquest partit va ser coordinador general, diputat a l'Assemblea de Madrid (1983-1987) i senador designat per la Comunitat Autònoma de Madrid (1983-1987). Fou elegit diputat a les eleccions al Parlament Europeu de 1987, 1989 i 1994. Amb posterioritat s'incorpora a la Fundació FAES com a patró.
És pare dels polítics José María i Elisa Robles Fraga, i del diplomàtic Carlos Robles Fraga.
El 1998 va rebre la Gran Creu de l'Orde Civil d'Alfons X el Savi. En 2006, publica un resum de la seva tesi doctoral sota l'editorial Taurus, "Memoria de cuatro Españas Arxivat 2012-01-19 a Wayback Machine.", en les quals relata la seva vida personal, política i diplomàtica, sota la Segona República, la Guerra Civil, el franquisme, i finalment la democràcia.

## Obra
- Robles Piquer, Carlos. Memoria de cuatro Españas: República, guerra, franquismo y democracia.  Barcelona: Planeta, 2011. ISBN 9788408101543.